# Acanthopygus
Acanthopygus es un género de coleópteros de la familia Anthribidae.

## Especies
Contiene las siguientes especies:
- Acanthopygus albopunctatus Montrouzier, 1860
- Acanthopygus cinctus Montrouzier, 1860
- Acanthopygus griseus Montrouzier, 1860
- Acanthopygus metallicus Montrouzier, 1860
- Acanthopygus rubricollis Montrouzier, 1860
- Acanthopygus uniformis Heller, 1916